# Maschalocephalus
Maschalocephalus é um género botânico pertencente à família Rapateaceae.
A sua única espécie é Maschalocephalus dinklagei, sendo originária do Oeste da África tropical.
A espécie foi descrito por Gilg & K.Schum. e publicada em Botanische Jahrbücher für Systematik, Pflanzengeschichte und Pflanzengeographie 28: 148. 1900.
Trata-se de um género reconhecido pelo sistema de classificação filogenética Angiosperm Phylogeny Website.